# Frieiresa
La frieiresa es una raza de ganado autóctona de Galicia. Actualmente la población es muy pequeña, con unos 673 ejemplares (2014) distribuidos en 30 ganaderías. Es una raza típica de la provincia de Orense.

## Morfología
Agrupa animales de tamaño mediano a grande, de perfil subcóncavo a cóncavo. El peso promedio es de 600 kg para las hembras y 860 kg para los machos y la altura media a la cruz es de 131 cm para las hembras y 141 cm para los machos. La cabeza es pequeña y corta, con testa sobresaliente y frente y morro anchos. Los cuernos son largos, dirigidos hacia adelante y hacia abajo. Tiene un cuello delgado, un tronco largo y armonioso, una espalda y un lomo anchos, un pecho ancho, un tórax profundo, costillas arqueadas y un vientre de gran capacidad. Las extremidades son de longitud media, fijas, bien verticales. Las ubres son de buen tamaño, con pezones correctamente implantados. Su pelaje es castaño lavado, con pelo largo y abundante en la región frontal, formando una característica guedella rubia.

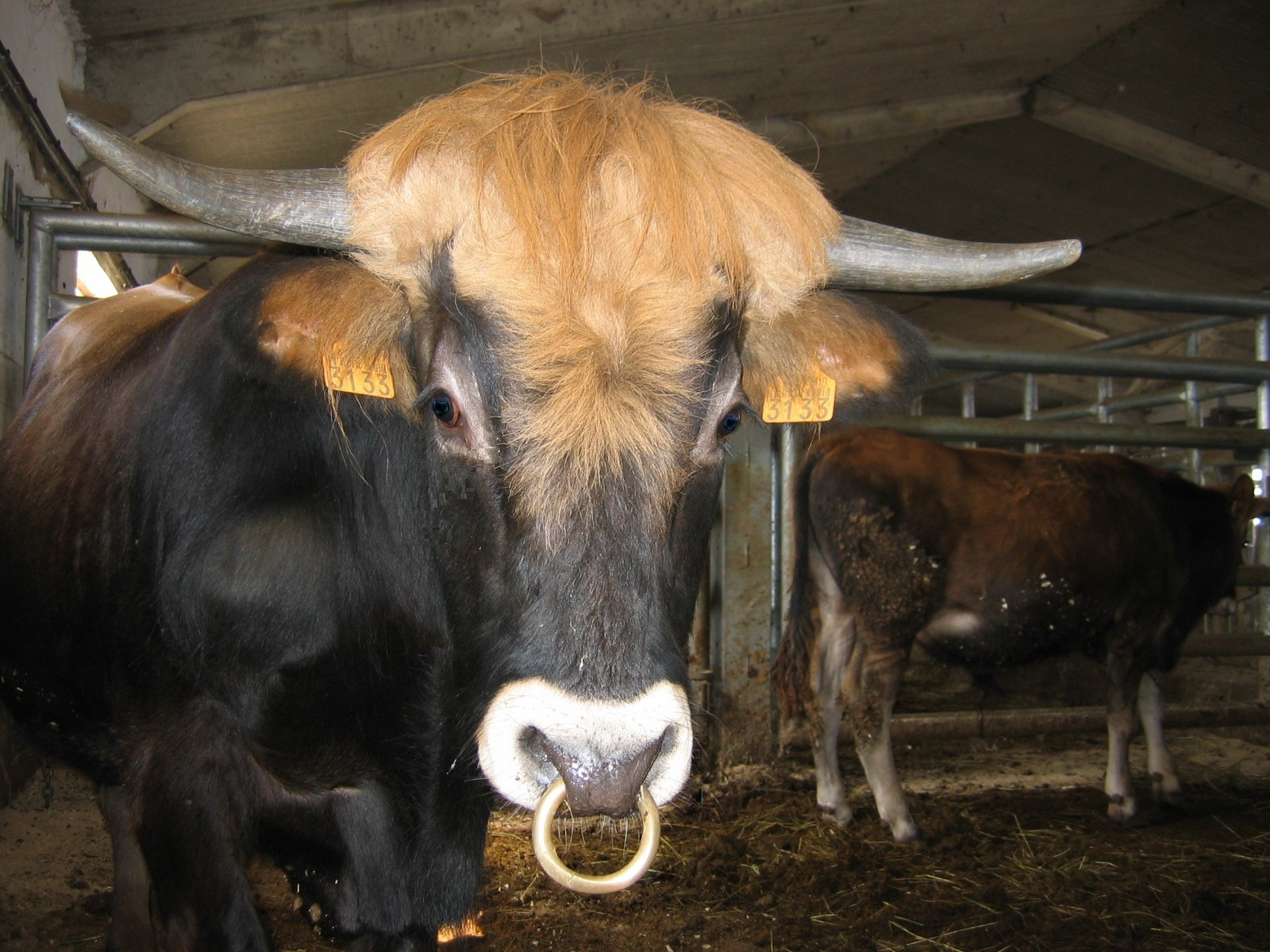
Toro frieirés

## Evolución de la población
| Año  | Hembras | Machos | Total | Ganaderías |
| ---- | ------- | ------ | ----- | ---------- |
| 2009 | 536     | 119    | 655   | 29         |
| 2010 | 616     | 156    | 772   | 32         |
| 2011 | 689     | 166    | 855   | 33         |
| 2012 | 706     | 139    | 845   | 34         |
| 2013 | 634     | 120    | 754   | 31         |
| 2014 | 594     | 79     | 673   | 30         |